# Temnotrema xishaensis
Temnotrema xishaensis is een zee-egel uit de familie Temnopleuridae.
De wetenschappelijke naam van de soort werd in 1978 gepubliceerd door Yulin Liao.